# Parthenstein
Parthenstein est une commune de Saxe (Allemagne), située dans l'arrondissement de Leipzig, dans le district de Leipzig.

## Personnalités liées à la ville
- Johann Christoph von Ponickau (1652-1726), chambellan mort à Pomßen.